# Альфонсо (король Галісії)
Альфонсо Горбатий (ісп. Alfonso el Jorobado; д/н —бл. 932) — король Галісії у 925—926 роках, Астурії у 926—931 роках.

## Біографія
Походив з династії Астур-Леон. Син Фруели II, короля Леона, Астурії та Галісії, й Нуніли. Дата народження достеменно невідома. Був намісником в Галісії. Після смерті батька у 925 році тут його оголошують королем. Втім Альфонсо вирішив розпочати боротьбу за владу над іншими королівствами, що постали після розділу королівства його діда Альфонсо III — Леонським та Астурійським. В цьому він отримав допомогу зведених братів Ордоньйо та Раміро.
Проти Альфонсо виступили його двоюрідні брати Санчо, Альфонсо і Раміро, сини Ордоньйо II. У вчених відсутній єдиний погляд на те, чи зміг Альфонсо Фруелес коронуватися правителем Леону і Астурії, зазвичай його вважають лише королем Галісії. Допомогу супротивникам Альфонсо надали Гото Нуньєс, один з галісійських грандів, Хімено II, король Наварри, й графи Гуттєрес з Коїмбри.
Зрештою на початку 926 року Альфонсо зазнав поразки, змушений був поступитися королівством своїм двоюрідним братам. Він разом з рідними братами втік до Астурії, де отримав підтримку знаті. Завдяки цьому він коронувався в Ов'єдо. Тут він панував до 931 року, коли вирішив підтримати кузена Альфонсо IV, який здійснив спробу повернути собі владу в королівстві Леон. Проти цього повстала астурійська знать, закликавши на трон Раміро II, короля Леону.
У 932 році Альфонсо Фруелеса було повалено, осліплено, незабаром запроторено до монастиря Сан-Жуліан, де незабаром той помер.